# Özgü Namal
Özgü Namal, turška igralka, * 28. december 1978, Carigrad, Turčija.

## Življenje in delo
Diplomantka Državnega Konservatorija v Carigradu generacije 2002 je debitirala v Gledališču Stvarne Pravljice v dveh otroških predstavah. Njen prvi televizijski nastop je bil leta 1998 v nanizanki Affet bizi hocam (»Oprostite nam, profesor«).
Zaigrala je še v nanizankah, kot sta Karete Can in Yeditepe Istanbul. Prva vloga na velikih platnih v Sir çocuklari (»Otroci skrivnosti«) ji je prinesla nagrado najobetavnejše ženske igralkaigralke na 14. mednarodnem filmskem festivalu v Ankari. Prav tako je prejela nagrado Afife Jale in Sadrija Alışıka za najboljšo žensko stransko vlogo v Jeu à louer (»Igra za najeti«). 
Özgü Namal je prejela nagrado za glavno žensko vlogo na 44. filmskem festivalu v Antalyji za vlogo Meryem v Mutluluk.